# Lúcio Afrânio
Lúcio Afrânio (m. 46 a.C.; em latim: Lucius Afranius) foi um político da gente Afrânia da República Romana eleito cônsul em 60 a.C. com Quinto Cecílio Metelo Céler. Como um dos leais partidários de Pompeu, serviu como seu legado nas Guerras Sertorianas, contra o último dos generais aliados de Mário ainda ativo, Quinto Sertório, e também durante a guerra civil contra Júlio César. Morreu logo depois da Batalha de Tapso (46 a.C.), na qual caíram também alguns dos mais destacados líderes republicanos, como Quinto Cecílio Metelo Cipião e Catão, o Jovem.
Afrânio era um homem novo natural de Ascoli Piceno, a base de poder de Pompeu, com cuja família e a sua mantinham ligações clientelares.

## Início da carreira

### Guerra contra Sertório

Mapa da região da Armênia, onde se desenrolaram os eventos das campanhas orientais de Afrânio no exército de Pompeu durante a Terceira Guerra Mitridática

Afrânio parte tido uma origem obscura e foi chamado por Cícero, com desprezo, como o "o filho de Aulo", referindo-se a uma pessoa de quem ninguém tinha ouvido falar. No início de sua carreira militar, em 77 a.C., como legado de Pompeu durante a campanha contra Sertório, último dos partidários de Mário que ainda estavam lutando. Teve um papel crucial na Batalha do Rio Sucro. Durante este combate, os sertorianos atacaram a esquerda pompeiana que se encontrava às ordens de Afrânio. Ele conseguiu contê-los até que os sertorianos tiveram que recuar para auxiliar sua própria esquerda e, neste momento, ordenou que seus homens rompessem a linha direita do adversário. O ataque debandou o exército sertoriano, muitos dos quais morreram na retirada. Apesar disto, o homens de Afrânio pararam para saquear os corpos no campo de batalha, dando oportunidade para os sertorianos se reagruparem para dispersá-los. Foi somente a chegada de Metelo Pio que acabou dando a vitória final aos pompeianos.

### Mitrídates VI
Apesar de ter violado o mos maiorum (a tradição não escrita) ao receber um mandato com apenas vinte e quatro anos de idade — o que não causou boa impressão entre os senadores mais conservadores — Pompeu recebeu um novo comando pela Lex Gabinia com a missão de acabar com a pirataria no mar Mediterrâneo.
Nesta campanha, Pompeu não levou Afrânio entre seus legados pois desejava melhorar seu relacionamento com a aristocracia romana (a facção dos optimates). O rápido êxito de sua campanha levou o Senado a conceder-lhe a direção das tropas que lutavam contra Mitrídates VI do Reino do Ponto e Tigranes II do Reino da Armênia. Desta vez, Afrânio serviu como legado de Pompeu, que, logo no início de sua campanha, forçou o recuo de seus adversários para o norte.
Dião Cássio conta que Pompeu, depois de requisitar sem sucesso a Gordiena, justamente a região que estavam em litígio entre partas e armênios depois da invasão do Império Parta. Sem obter resposta do xá, Fraates III, Pompeu enviou Afrânio para conquistar a região e depois negociá-la com Tigranes. Afrânio, na época, estava atravessando o norte da Mesopotâmia, violando o acordo com os partas, mas suas forças sofreram muito principalmente por falta de suprimentos e por causa da falta de pilhagem por conta do inverno. Eles teriam perecido se não fosse pelos habitantes de Carre, que os receberam e supriram mantimentos para que continuassem sua marcha.
Segundo o historiador Dião Cássio, Afrânio retomou o distrito sem nenhum conflito com as forças de Fraates. Contudo, Plutarco afirma que Afrânio marchou contra os partos e os perseguiu até o distrito de Arbela (atual Irbil, Iraque), já dentro das fronteiras do Império Parta.
Derrotando novamente Mitrídates, Pompeu decidiu estabelecer suas tropas em definitivo no Ponto para evitar seu retorno. Para isso, concedeu o comando a Afrânio da luta contra os árabes, que ele derrotou rapidamente e abriu caminho até a Síria.

## Retorno a Roma e consulado (60 a.C.)
Depois de seu enorme sucesso no oriente, Pompeu voltou para a capital romana com Afrânio. Desejando recompensar seu hábil e leal legado, subornou os eleitores com o objetivo de elegê-lo cônsul. Independente do fato de que este subornou escandalizou os romanos, mesmo para os padrões da época, Lúcio Afrânio conseguiu ser eleito com Quinto Cecílio Metelo Céler. Durante seu mandato, revelou que carecia da habilidade e compreensão necessárias para administrar eficazmente os assuntos civis.
No ano seguinte, Afrânio conseguiu a província da Gália Cisalpina e parece ter conseguido algumas vitórias sobre os gauleses, pois obteve um triunfo romano, citado por Cícero em seu discurso contra Pisão.

## Guerra civil

### Legado na Hispânia

Mapa da Hispânia por volta de

Quando o Senado concedeu a Pompeu, em seu segundo consulado (55 a.C.), o comando das duas províncias da Hispânia (Citerior e Ulterior) como províncias proconsulares, Afrânio, Petreio e Varrão foram seus enviados para administrá-las na qualidade de legados enquanto Pompeu permaneceu em Roma com sua esposa, Júlia, que morreu no parto.
Depois desta morte, a principal razão qua ainda suportava a aliança entre Júlio César e Pompeu desapareceu e, depois do casamento deste com Cornélia Cipião, o que fez dele o genro de Metelo Cipião, um dos líderes dos optimates, a situação se tornou muito mais tensa e acabou resultado na segunda guerra civil. Quando César marchou contra a capital com a Legio XIII Gemina, ele ordenou que o passo para os Pirenéus, que dava acesso à Hispânia, fosse tomado por Caio Fábio com outras três legiões.
Nesta ocasião, Afrânio se encontrava neste passo com um número similar de tropas, motivo pelo qual ordenou a Petreio, que estava na Lusitânia com outras três legiões, que se juntasse a ele para prover apoio adicional. Enquanto isso, Varrão permaneceu no sul da península com outras duas legiões.
Fábio avançou pelo Segre, onde estavam acampadas as tropas de Afrânio e Petreio. Quando seus homens atravessaram o rio, dois terços de suas tropas tentaram atacar seu adversário cruzando uma ponte, isolando este setor. Os pompeianos tentaram aproveitar-se da situação, mas Lúcio Munácio Planco, comandante cesariano, reuniu seus homens e garantiu que eles mantivessem suas posições. A aproximação do resto das tropas cesarianas encerrou o combate.

### Ilerda

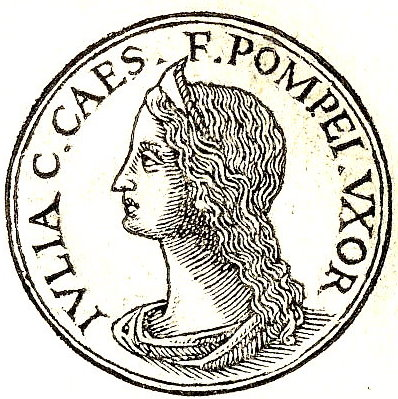
Júlia, a filha de Júlio César e esposa de Pompeu. Sua morte encerrou a última relação entre os dois que ainda mantinha de pé o Primeiro Triunvirato.
Gravura no Promptuarii Iconum Insigniorum (1553)

Depois disto, César assumiu o comando das tropas de Fábio. Separou seis coortes e ordenou que elas mantivessem o controle da ponte e marchou com o resto do exército até Ilerda. Os pompeianos seguiram logo atrás e acamparam nas imediações, mas, quando César tentou iniciar a batalha, os pompeianos o repeliram. Finalmente, César estabeleceu um acampamento a menos de meia milha do inimigo, no alto de uma colina.
Durante sua estadia na Hispânia, Afrânio treino suas tropas para que pudessem manobrar em perfeita ordem de combate e empregou essas manobras com sucesso contra os lusitanos e celtiberos. César inclusive menciona a eficácia deste método em seus "Comentários da Guerra Civil".
César tentou construir um muro separando o acampamento pompeiano e Ilerda, mas Afrânio percebeu sua intenção e impediu o avanço do projeto ao ordenar que seus homens tomassem uma pequena colina nas imediações do suposto local onde ele seria construído. Os cesarianos atacaram, mas a tática dos pompeianos quase os levam à derrota.
Neste momento, os pompeianos decidiram assumir a iniciativa e tentaram expulsar as forças de César, que só chegaram á vitória incitados diretamente por seu comandante, que combateu pessoalmente com a IX Hispana, obrigado os pompeianos a recuarem até Ilerda. Finalmente, a batalha terminaria inconclusiva e ambos os comandantes decidiram voltar para seus respectivos acampamentos.

### Resistência e derrota
Depois do combate anterior, Afrânio ordenou que fosse fortificada a pequena colina ao redor da qual ocorreu a batalha. Alguns dias depois, os rios transbordaram, provocando a destruição das pontes e isolando César, que ficou numa posição precária e sem suprimentos, situação inversa da que estavam os pompeianos, que contavam com uma enorme reserva de alimentos e suprimentos. Quando Afrânio soube que César estava tentando trazer alimentos da Gália, mobilizou seus homens, que evitaram o desembarque dos víveres. Os pompeianos acreditavam que o adversário a beira da derrota e enviaram cartas à capital proclamando a vitória e anunciando que o conflito estava prestes a terminar.
Independente disto, os cesarianos construíram alguns navios e transportaram parte de sua cavalaria para o outro lado do rio. Estes cavaleiros começaram a atacar as linhas de suprimentos dos pompeianos, chegando a aniquilar uma unidade inteira. Neste momento, César ordenou a construção de uma ponte enquanto suas tropas continuavam provocando escaramuças com o adversário. A recuperação da iniciativa por parte dos cesarianos levou a que muitos líderes ibéricos se comprometessem com sua causa.
Neste ponto, as missões de combate praticamente se encerraram. Cesarianos e pompeianos estavam tão perto que podiam inclusive conversar entre si. As tropas republicanas fraquejavam e até o filho de Afrânio tentou alcançar um acordo. Pouco depois, um pequeno grupo cesariano invadiu o acampamento pompeiano e, quando Afrânio e Petreio souberam, ordenaram que fossem mortos. Nesta ocasião, diversas tropas republicanas se infiltraram no acampamento cesariano e acabaram capturadas; César ordenou que todos fosse tratados com respeito e que todos fossem devolvidos ao seu acampamento.

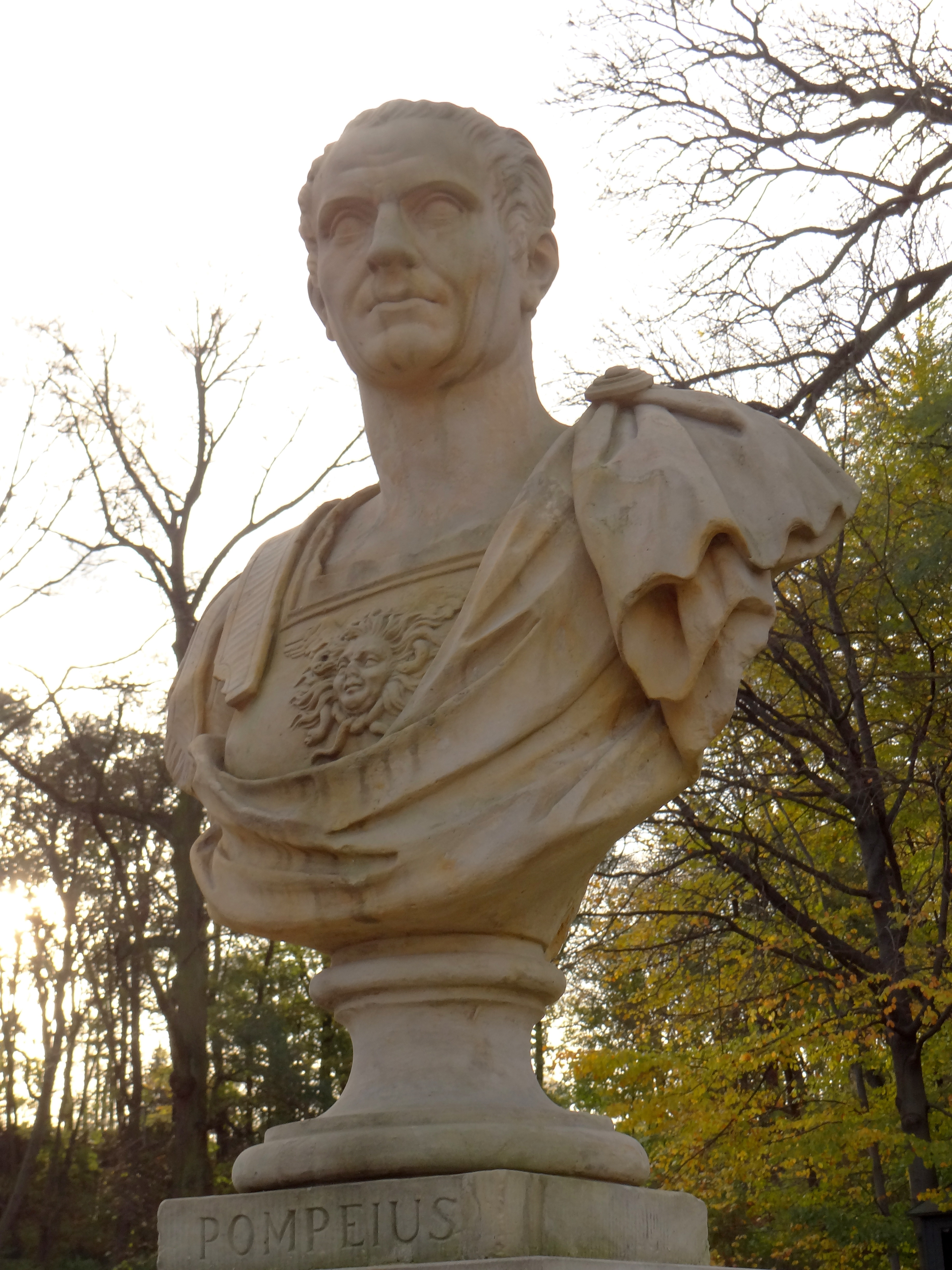
Busto de Pompeu Magno, o líder da facção dos pompeianos, da qual Afrânio fazia parte

Quando os pompeianos souberam da clemência de César, decidiram que não valia a pena continuar a lutar. Os cesarianos aumentaram ainda mais a pressão, o que fez com que os víveres dos pompeianos alcançassem níveis alarmantes. Finalmente, Afrânio concordou com a rendição e, em "Comentários", César preservou algumas palavras suas:
| “ | Que nem ele [Afrânio] e nem seu exército eram repreensíveis por ter desejado se manter fieis ao seu general Cneu Pompeu; mas já haviam cumprido com seu dever, e fatos por terem padecido com a falta de todas as coisas, ainda mais agora que estão como feras encurraladas, sem água, sem possibilidade de saída, nem o corpo aguenta mais a dor e nem alma, a ignomínia, por isso se confessam vencidos; e se há lugar para a misericórdia, rogam e suplicam para que não os obriguemos a padecer da pena do suplício final | ” |
|   | — De Bello Civili LXXXIV, Júlio César. |   |

César absolveu a todos os que haviam lutado contra ele na condição de que jurassem não mais fazê-lo.

## Caminho para Tapso

### Grécia e fuga para África
Os dois comandantes pompeianos decidiram trair a promessa que haviam feito a César e embarcaram suas tropas para o Epiro, onde esperavam reunir-se com Pomepu. Quando chegaram em Dirráquio, alguns aristocratas o acusaram de traição, mas Afrânio manteve a confiança de Pompeu. Depois da Batalha de Dirráquio (48 a.C.), Afrânio recomendou que ele voltasse para a Itália, já que o domínio do mar estava completo, mas seu conselho não foi seguido. Na Batalha de Farsália, Afrânio comandou um setor do exército.
Depois da derrota em Farsália, Afrânio se uniu aos republicanos no continente africano que lutavam sob o comando de Catão, o Jovem, e Metelo Cipião.

### Tapso
Depois que César desembarcou na África, suas tropas foram atacadas pelos númidas liderados por Afrânio e Labieno. Irritado pela traição dos comandantes hispânicos, César ordenou que fossem capturados e executados.
Afrânio lutou, em 46 a.C., sob o comando de Cipião, na Batalha de Tapso, na qual os pompeianos seriam derrotados. Logo depois, ele e Fausto Cornélio Sula, filho de Sula, o ditador, tentaram escapar para a Mauritânia para continuar a resistência com cerca de 1 500 cavaleiros, mas acabaram todos capturados por Públio Sítio, um mercenário aliado de César. Depois de mantê-los presos por vários dias, os guardas se revoltaram e mataram todos os prisioneiros republicanos de renome, incluindo Afrânio.
| Cônsul da República Romana                                                          |                                                       |                                                        |
| Precedido por: Marco Valério Messala Níger com Marco Púpio Pisão Frúgio Calpurniano | Lúcio Afrânio 60 a.C. com Quinto Cecílio Metelo Céler | Sucedido por: Júlio César I com Marco Calpúrnio Bíbulo |